# Sekretarz rejkomu
Sekretarz rejkomu (ros. Секретарь райкома) – radziecki dramat wojenny z 1942 roku w reżyserii Iwana Pyrjewa.

## Opis fabuły
Akcja filmu rozgrywa się w pierwszym roku wielkiej wojny ojczyźnianej. Sekretarz komitetu rejonowego partii (rejkomu) Koczet kieruje ewakuacją i nadzoruje niszczenie wszystkiego, czego nie można wywieźć. Po wkroczeniu Niemców Koczet organizuje ruch oporu. Partyzanci uwalniają z niewoli niemieckiej czołgistę Orłowa, który okazuje się niemieckim szpiegiem. Orłow próbuje zawiadomić Niemców o działalności oddziału partyzanckiego.

## Obsada
- Marina Ładynina jako Natasza
- Wasilij Wanin jako Koczet
- Michaił Żarow jako Gawrił
- Michaił Astangow jako pułkownik Mackenau
- Nikołaj Bogolubow jako oficer Armii Czerwonej
- Wiktor Kułakow jako czołgista Orłow (Hermann Albrecht)
- Michaił Kuzniecow jako Sasza Rusow
- Aleksandr Antonow jako Potapienko
- Władimir Uralski jako Niekrasow / Kletniuk
- Boris Posławski jako inżynier Rotman
- Aleksandra Daniłowa jako partyzantka